# Hromoš
Hromoš (allemand : Gromosch ) est un village de Slovaquie situé dans la région de Prešov.

## Histoire
Première mention écrite du village en 1600.

## Démographie

### Évolution de la population
| Année:               | 1994. | 2004.   | 2014.   | 2024.   |
| -------------------- | ----- | ------- | ------- | ------- |
| Nombre de personnes: | 520   | 527     | 517     | 515     |
| Différence:          |       | +1,34 % | -1,89 % | -0,38 % |

| Année:               | 2023. | 2024.   |
| -------------------- | ----- | ------- |
| Nombre de personnes: | 509   | 515     |
| Différence:          |       | +1,17 % |